# Verdaches
Verdaches é uma comuna francesa na região administrativa da Provença-Alpes-Costa Azul, no departamento dos Alpes da Alta Provença. Estende-se por uma área de 22,92 km². Em 2010 a comuna tinha 61 habitantes (densidade: 2,7 hab./km²).